# Nárcisz
Nárcisz est un prénom hongrois masculin. La fête est célébrée le 18 mars, et le 29 octobre.

## Étymologie
Les prénoms hongrois Nárcisz, Narcisszusz et Nárcisza proviennent du personnage mythologique grec Narkisszosz (Νάρκισσος), en français Narcisse, et/ou de la plante herbacée Narcissus.